# Eduardo Niño
Eduardo Niño (Bogotá, 8 juni 1967) is een voormalig Colombiaans profvoetballer die speelde als doelman.

## Clubcarrière
Niño speelde vrijwel zijn gehele carrière in zijn geboorteland Colombia, bij achtereenvolgens Independiente Santa Fe, América de Cali en Millonarios. In 1993 vertrok hij naar Brazilië, waar hij zich kortstondig aansloot bij Botafogo.

## Interlandcarrière
Niño kwam drie keer uit voor de nationale ploeg van Colombia in 1990. Hij maakte zijn debuut op 30 maart 1988 in een vriendschappelijke wedstrijd tegen Canada, die met 3-0 werd gewonnen door treffers van Luis Carlos Perea, Carlos Valderrama en John Jairo Tréllez. Niño was bij het WK voetbal 1990 tweede keuze achter René Higuita, en kwam niet in actie tijdens de eindronde in Italië. Eerder had hij deelgenomen aan het WK onder 20 (1985) en het WK onder 20 (1987).
| Interlands van Eduardo Niño voor Colombia | Interlands van Eduardo Niño voor Colombia | Interlands van Eduardo Niño voor Colombia | Interlands van Eduardo Niño voor Colombia | Interlands van Eduardo Niño voor Colombia | Interlands van Eduardo Niño voor Colombia |
| №                                         | Datum                                     | Wedstrijd                                 | Uitslag                                   | Competitie                                | Goals                                     |
| ----------------------------------------- | ----------------------------------------- | ----------------------------------------- | ----------------------------------------- | ----------------------------------------- | ----------------------------------------- |
| 1                                         | 30 maart 1988                             | Colombia – Canada                         | 3 – 0                                     | Vriendschappelijk                         | 0                                         |
| 2                                         | 17 april 1990                             | Mexico – Colombia                         | 2 – 0                                     | Vriendschappelijk                         | 0                                         |
| 3                                         | 22 april 1990                             | Verenigde Staten – Colombia               | 0 – 1                                     | Vriendschappelijk                         | 0                                         |

## Erelijst
Independiente Santa Fe
- Copa Colombia

1989
 Botafogo
- Copa CONMEBOL

1993
 América de Cali
- Copa Mustang

1990, 1992, 1997
 Millonarios
- Copa Merconorte

2001